# Capitalism II
 (janvier 2011).
Si vous disposez d'ouvrages ou d'articles de référence ou si vous connaissez des sites web de qualité traitant du thème abordé ici, merci de compléter l'article en donnant les références utiles à sa vérifiabilité et en les liant à la section « Notes et références ».
Trevor Chan's Capitalism II, plus connu sous le nom de Capitalism II, est un jeu vidéo de simulation économique, disponible sous Windows. Ce jeu a été créé par Enlight Software et produit par Ubisoft en 2001. Il s'agit de la suite de Capitalism.

## Présentation
Le joueur doit créer et contrôler un empire économique. Il doit conquérir des marchés, s'imposer face aux producteurs locaux et aux multinationales concurrentes, les acquérir, fusionner avec elle ou les pousser à la faillite pour devenir un empire économique pesant des milliards de dollars.
Ce jeu est une simulation économique assez profonde, qui couvre presque tous les aspects que l'on peut rencontrer dans le monde réel : marketing, production, import-export de biens et de matières premières minérales, végétales ou animales, recherche et développement, vente au détail, agriculture, bourse, dividende, capitalisation, immobilier, délocalisation, dépense des ménages...
Il y a une grosse soixantaine de biens à produire et à vendre.